# Gare de Bucarest Nord
Pour les articles homonymes, voir Gare du Nord.
La gare de Bucarest Nord (en roumain : Gara de Nord) est une gare ferroviaire roumaine, c'est une gare terminale en cul-de-sac de plusieurs lignes. Elle est située dans le Sector 1, au nord du centre-ville de Bucarest, capitale du pays.

## Histoire
Dénommée « Gara Târgoviștei », elle est mise en service en 1870, lors de l'ouverture de la ligne de Bucarest à Ploiesti. L'inauguration officielle a lieu le 13 septembre 1872.
Elle est renommée « Gara de Nord » en 1888.
Après avoir été régulièrement modifié, le bâtiment principal prend son aspect actuel en 1932.

## Service des voyageurs

### Accueil
Elle dispose d'un bâtiment voyageurs avec guichets, points d'information et salles d'attente. Elle est équipée d'automates pour l'achat de titres de transport et d'une consigne pour les bagages.

### Desserte
Elle est desservie par des trains intérieurs exploités par CFR, l'entreprise publique des chemins de fer roumains, ainsi que par des trains internationaux. La plupart des trains de « grandes lignes » desservant Bucarest ont leur origine à la gare du Nord. 

### Intermodalité
La gare est desservie, par les stations Gara de Nord, des lignes M1 et M4 du métro de Bucarest, par des stations de tramway des lignes 42, 44, 45 et 46) par plusieurs lignes d'autobus urbains disposant d'arrêts à proximité.